# 耶克河
耶克河（荷蘭語：Jeker，荷蘭語發音：[ˈjeːkər] ⓘ），法语称热尔河（法語：Geer，法語發音：[ʒɛʁ]），是比利时与荷兰的河流，是默兹河的左支流，长54千米，发源自比利时朗斯圣塞尔韦，于荷兰马斯特里赫特流入默兹河。